# Nusa (Insel)
Nusa ist eine kleine Nebeninsel von Neuirland in Papua-Neuguinea.

## Geografie
Die Insel liegt westlich des Ortes Kavieng etwa 0,8 km von der Küste entfernt. Sie besteht aus gehobenem Korallenkalk.

## Geschichte
Im Jahr 1880 wurde die Insel von der Gesellschaft Hernsheim & Co erworben. Am 11. November 1884 liefen das Kanonenboot Hyäne unter Korvettenkapitän Hugo Langemak und die Fregatte Elisabeth unter Kapitän Rudolf Schering Nusa an, um die deutsche Flagge zu hissen. Zur Zeit der Kolonie Deutsch-Neuguinea befanden sich auf der Insel eine Kokospflanzung und eine Händlerstation. Die Meerenge zwischen Nusa und Neuirland (damals Neumecklenburg) hieß Nusahafen.
Das Schiff Nusa des deutschen Bezirksamts Käwieng war nach der Insel benannt.
Seit 1997 befindet sich auf Nusa ein Resort für Touristen.